# Ложа скорби
Ложа скорби или Траурная ложа — специальное собрание масонской ложи для поминовения недавно ушедшего на Восток вечный (скончавшегося) члена этой ложи или члена одной из лож, находящейся под юрисдикцией великой ложи, в которой состоял масон.

## Траурная ложа
Собрание созывается для поминовения недавно умершего масона. Само собрание может проходить ритуально, а поминальная часть может проходить по двум вариантам ритуалов — длинному и короткому. Короткий предусматривает краткое поминовение масона (если он член другой ложи). Длинный вариант предусматривает специальный полный ритуал, который может длиться от 40 минут до полутора часов. В длинном ритуале участвуют родные и близкие покойного брата, а сам ритуал проводится в облегчённой форме без обязательного использования нескольких элементов облачения и убранства храма. Как правило, масоны могут быть не облачены в масонский запон, в убранстве траурной ложи могут отсутствовать масонский табель или иные обязательные предметы. Родственники покойного находятся в масонской ложе весь траурный ритуал и покидают её после завершения всех ритуальных действий. При этом тело покойного в ложе не находится, а сам ритуал проводится после похорон, на ближайших работах ложи.
Короткое поминовение может проходить и за пределами ложи: на кладбище, во время прощания с покойным, в помещении при больнице, морге, в религиозном здании. Как правило, подобное короткое прощание занимает несколько минут.
Длинный траурный ритуал проводится, когда масон был действующим и скончался скоропостижно. Этот ритуал может проводиться по желанию близких покойного или по предсмертному желанию самого масона, в знак доброй памяти о нём и его трудах в ложе.